# Francesco Giuseppe Casanova

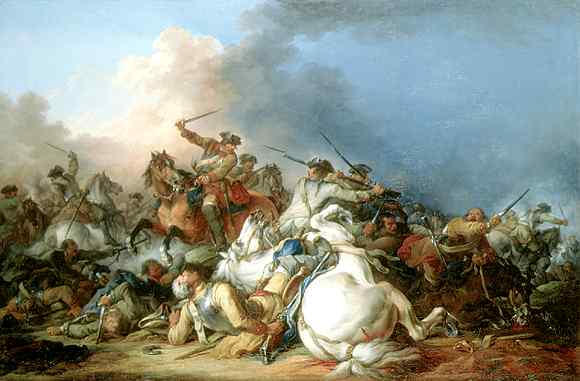
F. Casanova – Walka kawalerii

Francesco Giuseppe Casanova (ur. 1 czerwca 1727 w Londynie, zm. 8 lipca 1803 w Mödling) – włoski malarz i grawer. Był bratem Giacomo Casanovy i Giovanniego Battisty Casanovy.